# Jumpy
Jumpy è stato un internet service provider (ISP) di accesso gratuito ad Internet, operante con POP PSTN a 56 Kbit/s in tutta Italia di proprietà dalla Jumpy S.p.A. Jumpy era anche uno dei principali portali italiani e balzò alla ribalta in occasione della prima edizione del Grande Fratello.
Il logo utilizzato era una rana verde con maglietta gialla.
Fu fondato da JP Morgan Chase & Co. e Fininvest per fare concorrenza a Virgilio, di proprietà di Tin.it/Telecom Italia.
Amministratore delegato era Massimo Armanini e direttore generale Alessandro Araimo. Claudio Sposito era Presidente del Consiglio di Amministrazione.
Jumpy vinse nel 2001 il prestigioso Smithsonian Award a San Francisco per "la capacità del portale di fornire contenuti e servizi innovativi" e sviluppò una serie di servizi tra cui sms gratuiti, personalizzazione della pagina, quotazioni in tempo reale, Jcity, sito di e-commerce che lo posero ai vertici tra i portali. Forniva anche una casella di posta elettronica, corredata di rubrica personalizzabile. Nel 2000 fu lanciato anche Jumpy Spagna in società con Telecinco che ne possedeva il 25%.
Successivamente, Jumpy S.p.A. fu ceduta nel 2001 da Fininvest a Mediaset a seguito dello scoppio della bolla internet, della mancata quotazione in borsa, e per arginare le costanti perdite.
Non avendo investito successivamente nel lancio di servizi ADSL per rimpiazzare la tecnologia 56k, il progetto fu definitivamente abbandonato nel 2006.